# Palais Falson

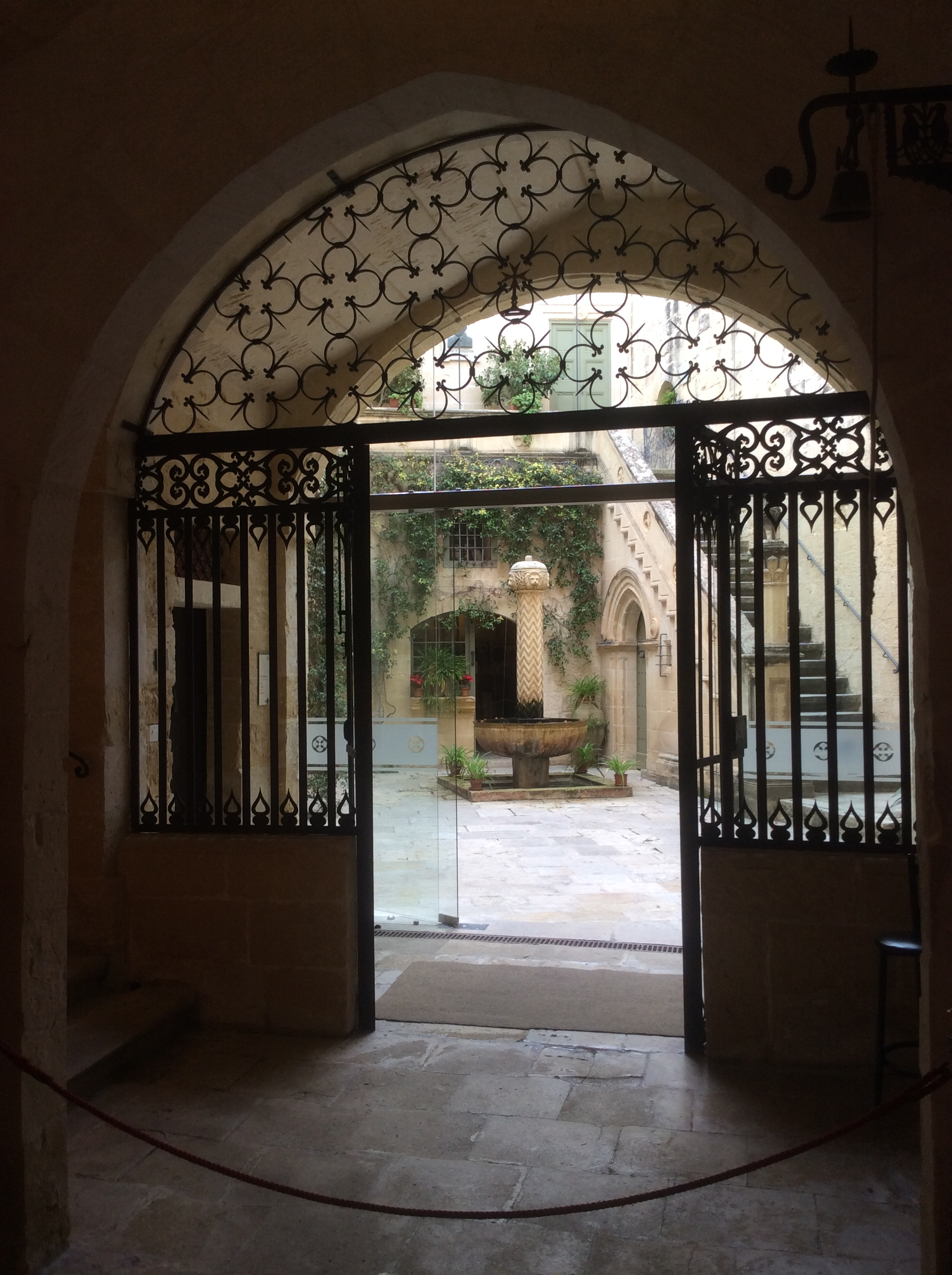
Cour intérieure du Palais Falson

Le Palais Falson (en maltais Palazz Falzon, en anglais Falson Palace), également sous le nom de Normannenhaus (en anglais Norman House, littéralement Maison Normande) est un bâtiment médiéval à Mdina, sur l'île de Malte. Il abrite aujourd'hui un musée - le Palazzo Falson Historic House Museum. Situé dans la rue principale de la ville fortifiée nommée d'après Villegaignon, le palais est le bâtiment médiéval le mieux conservé de Mdina, autrefois la capitale de Malte.

## Histoire
Le bâtiment, qui remonte au XIIIe siècle et était autrefois connu sous le nom de « Maison normande », elle a été construite dans le style sicilien-normand. Au XVIIe siècle, le vice-amiral Michele Falson hérite de la propriété de son cousin Ambrosio de Falsone, président du conseil municipal.
L'Isle Adam a vécu dans le palais pendant quelques jours lors de sa première visite à Mdina, qui était également la résidence de l'artiste capitaine Olaf Gollcher (1889-1962). Il a été largement restauré par la Fondazzjoni Patrimonju Malti (Fondation du patrimoine maltais). Dans le Palais Falson, il y a une collection de peintures anciennes, d'argenterie, de meubles, d'armures, de livres et d'autres expositions. Son café sur le toit offre une vue magnifique sur l'île.
Bâtiment et jardin figurent sur la liste nationale du patrimoine culturel de Malte (Inventaire national des biens culturels des îles maltaises).

## Littérature
- Palais Falson. Une maison-musée historique. Photographies Enrico Formica. Présentation Maurice de Giorgio. Éditeurs Miranda, Sliema 2007.

## Liens web
- Palazzo Falzon and Garden. (PDF) Dans: Inventaire national des biens culturels des îles maltaises. Sovrintendenza tal-Patrimonju Kulturale, 28. décembre 2012 ; consulté le 15. Octobre 2019 (Anglais).
- Site Internet du Palazzo Falson (anglais)
- Palazzo Falson ( Times of Malta )
- La restauration du Palazzo Falson à Mdina doit être achevée cette année ( The Malta Independent )